# Цана
Цана (нем. Zahna) — город в Германии, в земле Саксония-Анхальт, входит в район Виттенберг в составе городского округа Цана-Эльстер.
Население составляет 3883 человека (на 31 декабря 2012 года). Занимает площадь 54,99 км².

## История
Цана является старейшим поселением в Саксонии-Анхальт. Археологические находки датируются 2000 годом до н.э., и проживали древние германцы, пока не началось великое переселение народов.
В VI веке в Цане обосновались сорбы, а в XII веке — фламандцы.
В 1326 году Цана упоминается в статусе города.
1 января 2011 года, после проведённых реформ, Цана вошла в состав городского округа Цана-Эльстер, в качестве района. В этот район также входят деревни: Бюльциг, Вольтерсдорф, Клебиц, Рансдорф.

## Известные уроженцы
- Ташенберг, Эрнст Отто (1854—1922) — зоолог, профессор в Галле-Виттенбергском университете.

## Галерея

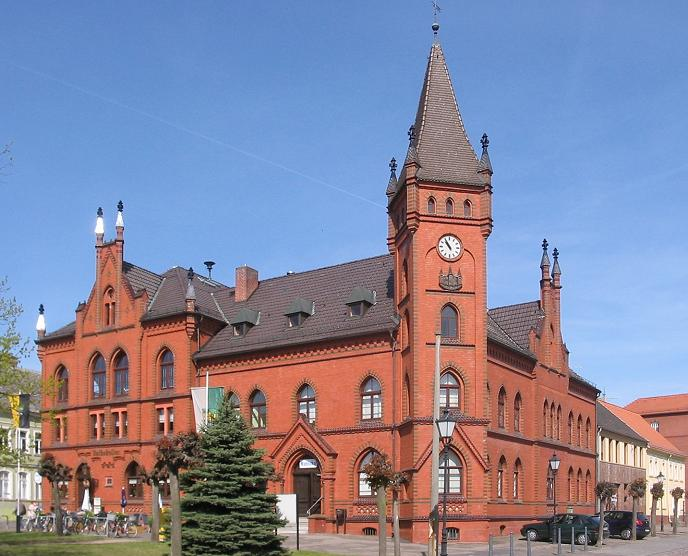
Городская ратуша, 1897 года
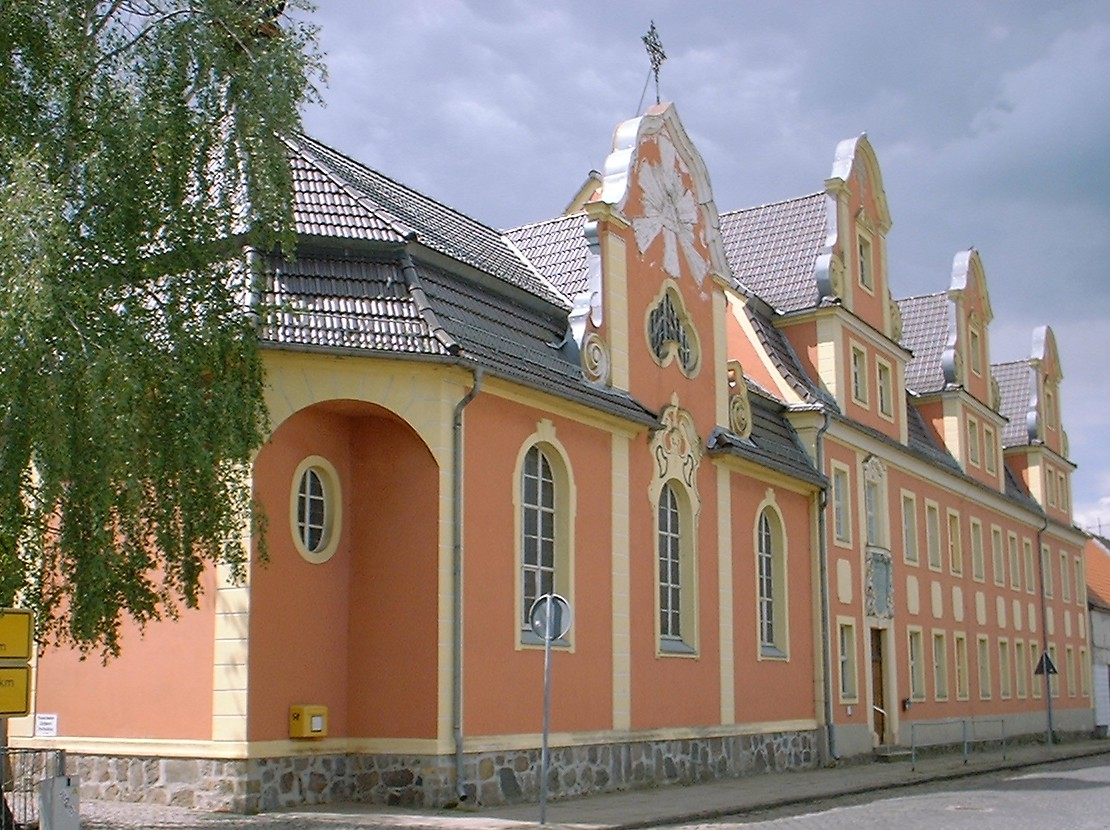
Бывшая коллегиальная церковь
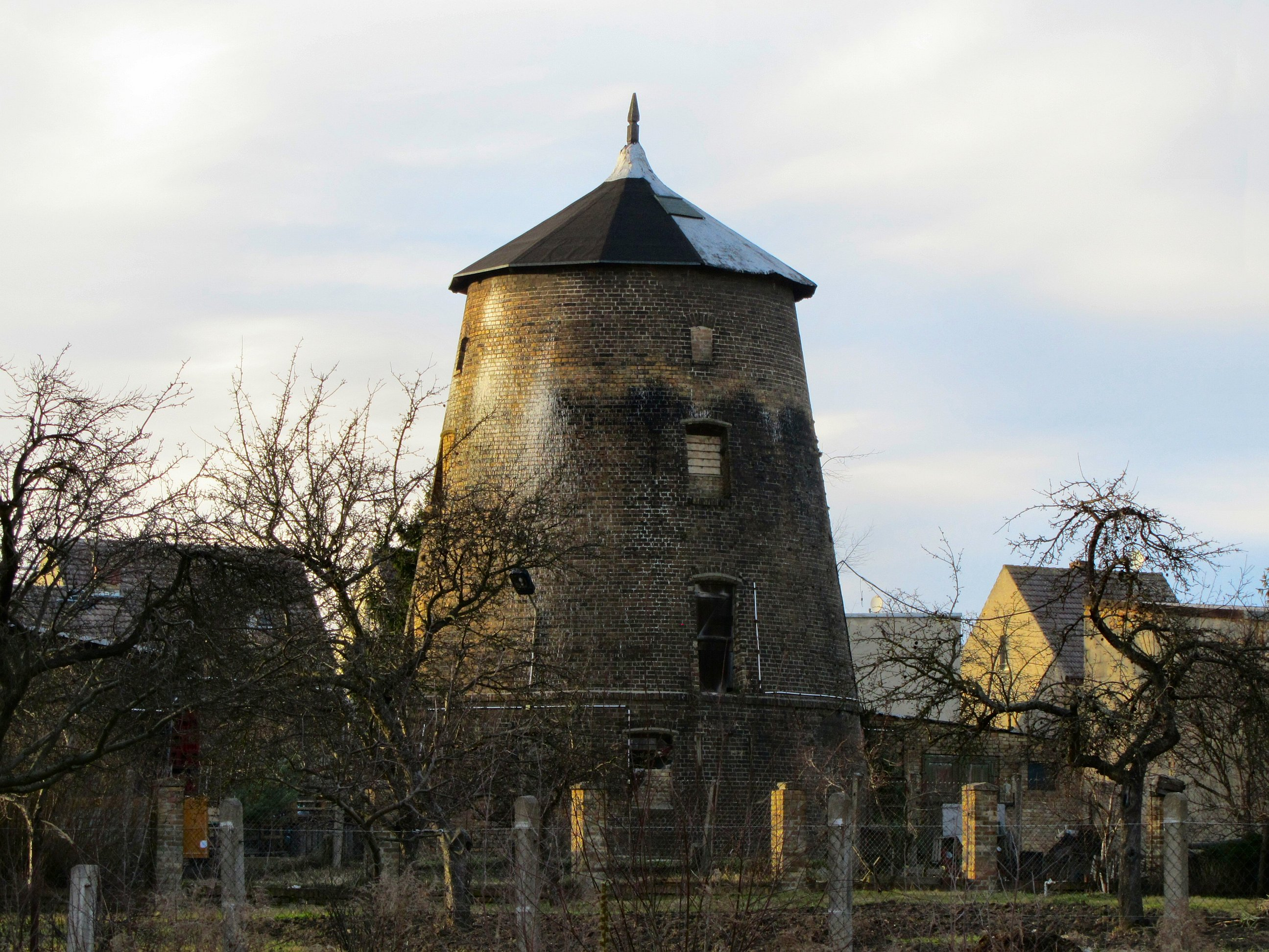
Старая мельница